# Addi Münster (Musiker)
Addi Münster (* 26. August 1935 in Carlshagen), eigentlich Jost Münster, ist ein deutscher Jazzposaunist, Fußballfunktionär und Steuerberater.

## Leben
Münster gehörte 1957 zu den Gründern der Old Merry Tale Jazzband, die er ab 1958 leitete. Zwischen 1960 und 1962 war er mit dieser Band im Hauptberuf Musiker. Er spielte in der damaligen Band, leitete diese, nahm mit ihr Platten auf und hatte den Sommerhit des Jahres 1961. Seit 1985 ist er Namensgeber und Musiker in deren Nachfolgeband Addi Münster's Old Merrytale Jazzband, mit der er auf sieben CDs zu hören ist. Auch war er 1975 an einer Platte mit den Hamburg All-Stars beteiligt, das diese als Album Live Im Onkel Pö (Polydor) einspielten.
Zudem war Münster mehrere Jahre im Aufsichtsrat des FC St. Pauli, teilweise sogar Aufsichtsratsvorsitzender, so dass auch die Hamburger Morgenpost den 70. Geburtstag von Münster erwähnt. Hauptberuflich ist Münster Steuerberater in einer eigenen Kanzlei.
Münster ist nicht mit dem Hamburger Schauspieler und Humoristen Albert „Addi“ Münster (1902–1990) zu verwechseln.